# Carmen Lucia (sindacalista)
Carmen Lucia, soprannominata Hatter's Fighting Lady (Catanzaro, 2 aprile 1902 – Rochester, 19 febbraio 1985), è stata una sindacalista italiana naturalizzata statunitense.

## Biografia
Lucia abbandona la scuola all'età di 12 anni motivando che "non le piace il professore" ed inizia a lavorare dall'età di 14 anni nella fabbrica di abbigliamento Steinbloch a Rochester, New York.
Nei successivi 15 anni si intensifica il suo coinvolgimento nel sindacato, incluso il Neckwear Workers Union (Unione Sindacale dei lavoratori nel settore Cravatte) e Amalgamated Clothing Workers Union (Sindacato dei Lavoratori nel settore Abbigliamento Misto e Tessile). Segue corsi di recupero degli anni scolastici offerti da YWCA (World Young Women’s Christian Association), che le permettono di partecipare al programma della Summer School Bryn Mawr per le donne lavoratrici nel 1927.
Lucia continua la sua formazione scolastica superiore presso il Business Rochester Institute e di fronte ai dirigenti sindacali della scuola esprime le sue preoccupazioni che gli americani italiani non vengono trattati in modo equo sul posto di lavoro. Gli ufficiali dissentono, e dopo ripetuti tentativi di convincerli del contrario, Lucia rinuncia alla scuola. Poco dopo, Louis Fuchs, il presidente del sindacato dei lavoratori di cravatte (Neckwear Workers Union) la recluta come organizzatrice sindacale nelle fabbriche. Viene inviata ad una fabbrica di cravatte nel Connecticut.
Nel corso del 1930, Lucia viene imprigionata e picchiata più volte, mentre organizza proteste sindacali e scioperi. Nonostante ciò, continua il suo lavoro di sindacalista, organizzando lo sciopero 1934 West Coast waterfront strike (uno sciopero dei marinai sul lungomare di San Francisco). Dopo questo sciopero, organizza i lavoratori del Department Store Workers Union (sindacati del lavoratori dei negozi) e The Retail Clerks Association (Associazione Impiegati di vendita al dettaglio) a San Francisco. Organizza altri due sindacati nel 1938 e nel 1941, per i lavoratori dei negozi economici. Allo stesso tempo è un'organizzatrice per i Cap makers International Union dove i manifestanti portano i loro bambini sulle spalle e distribuiscono volantini con scritto "portare via le nostre madri dalle strade. Ai bambini piccoli piace mangiare."
Nel 1944, Lucia si trasferisce ad Atlanta, dove rimane fino al 1960. Diventa presidente di diverse unioni sindacali tra le quali Georgia State Federation of Labor.
Lucia si ritira nel 1974, vive insieme alla sua famiglia e scrive poesie.